# محمد الزهراني
محمد الزهراني (وُلد 1975)، ممثل سعودي. بدأ العمل الفني في عام 1989.

## أعماله

### من المسلسلات
| سنة الإنتاج | اسم المسلسل            | بمشاركة |
| ----------- | ---------------------- | --- |
| 1989        | الاول تحول             | عبدالله السدحان، عبد الرحمن الخريجي، علي الهويريني ، علي ابراهيم ، عبد الاله السناني ، يوسف الجراح ، امل عز الدين |
| 1996        | ابو حمدان في رمضان     | محمد بخش، مصطفى بخش، أيمن بخش، عبد العزيز الشمري                                                                  |
| 1997        | الى من يهمه الامر      | حسن عسيري، راشد الشمراني، محمد الحجي، عمر الديني، زهرة عرفات، هيفاء حسين، هاني ناظر                               |
| 2000        | الفارس المغوار         | فرح بسيبو، ليلى سمور، حسن دكاك ، حسن عسيري ، حسن البلام، عمر الديني                                               |
| 2001        | قلوب من ورق            | حسن عسيري،إبراهيم الحساوي، محمد الحجي،عبد الرحمن الخريجي، عمر الديني، أمل حسين                                    |
| 2001        | حكايات على جدران الزمن | خالد الحربي. أسمهان توفيق. إبراهيم السويلم. فؤاد بخش. محمد بخش. أمل حسين. محمد الحجي. فهد غزولي                   |
| 2002        | عائليات                | أسمهان توفيق. لؤي حمزه. محمد الحجي. وجنات الرهبيني                                                                |
| 2003، 2010  | طاش ما طاش أكثر من جزء | ناصر القصبي، عبد الله السدحان                                                                                     |
| 2009        | 37 درجة مئوية          | ناصر القصبي |
| 2009        | في بيتنا غشنة          | فاطمة الحوسني، محمد العجيمي                                                                                       |
| 2009        | بيني وبينك             | حسن عسيري، فايز المالكي، راشد الشمراني، مها سالم، أيمن المديفر، ريم عبد الله                                      |
| 2010        | عذاب                   | أسمهان توفيق، مطرب فواز، ماجد مطرب، مروة محمد، مشعل المطيري                                                       |
| 2010        | غشمشم - الجزء الخامس   | فهد الحيان، هيا الشعيبي، حبيب الحبيب، شافي الحارثي                                                                |
| 2010        | أسوار 3                | علي السبع، محمد الحجي، تركي اليوسف، مروة محمد، باسمة حمادة                                                        |
| 2013        | أهل البلد              | عمر الديني، منى شداد،شيرين حطاب، غزلان ناصر، بدر المطرفي                                                          |